# Берри, Уолтер
Уолтер Берри (англ. Walter Berry, родился 14 мая 1964) — американский профессиональный баскетболист. Берри отыграл три сезона в Национальной баскетбольной ассоциации после чего переехал играть в Европу, где завоевал несколько чемпионских титулов. В 2022 году был введен в Греческий баскетбольный зал славы.

## Профессиональная карьера
Берри был выбран на драфте НБА 1986 года под 14-м номером клубом «Портленд Трэйл Блэйзерс». Однако он не захотел играть за Блэйзерс и вскоре был обменян в «Сан-Антонио Спёрс» на Кевина Дакуорта. Всего Берри провёл три сезона в НБА, где выступал за клубы «Блэйзерс», «Спёрс», «Нью-Джерси Нетс» и «Хьюстон Рокетс». Из «Нетс» он был уволен после того, как нарушил правила поведения. За три сезона в НБА его средняя результативность составила 14,1 очка за игру.
В 1989 году Берри переехал в Италию, где стал выступать за клуб «Наполи». После Италии он переехал в Грецию, где провёл большую часть своей карьеры. В Греции Берри стал известен как один из самых результативных игроков.

## Статистика

### Статистика в НБА
| Сезон                                                                                    | Команда     | Регулярный сезон | Регулярный сезон | Регулярный сезон | Регулярный сезон | Регулярный сезон | Регулярный сезон | Регулярный сезон | Регулярный сезон | Регулярный сезон | Регулярный сезон | Регулярный сезон | Серия плей-офф | Серия плей-офф | Серия плей-офф | Серия плей-офф | Серия плей-офф | Серия плей-офф | Серия плей-офф | Серия плей-офф | Серия плей-офф | Серия плей-офф | Серия плей-офф |
| Сезон                                                                                    | Команда     | GP               | GS               | MPG              | FG%              | 3P%              | FT%              | RPG              | APG              | SPG              | BPG              | PPG              | GP             | GS             | MPG            | FG%            | 3P%            | FT%            | RPG            | APG            | SPG            | BPG            | PPG            |
| ---------------------------------------------------------------------------------------- | ----------- | ---------------- | ---------------- | ---------------- | ---------------- | ---------------- | ---------------- | ---------------- | ---------------- | ---------------- | ---------------- | ---------------- | -------------- | -------------- | -------------- | -------------- | -------------- | -------------- | -------------- | -------------- | -------------- | -------------- | -------------- |
| 1986/87                                                                                  | Портленд    | 7                | 0                | 2,7              | 75,0             | -                | 100,0            | 1,0              | 0,1              | 0,3              | 0,0              | 1,9              | Не участвовал  | Не участвовал  | Не участвовал  | Не участвовал  | Не участвовал  | Не участвовал  | Не участвовал  | Не участвовал  | Не участвовал  | Не участвовал  | Не участвовал  |
| 1986/87                                                                                  | Сан-Антонио | 56               | 45               | 28,0             | 52,9             | 0,0              | 64,8             | 5,4              | 1,9              | 0,6              | 0,7              | 17,6             | Не участвовал  | Не участвовал  | Не участвовал  | Не участвовал  | Не участвовал  | Не участвовал  | Не участвовал  | Не участвовал  | Не участвовал  | Не участвовал  | Не участвовал  |
| 1987/88                                                                                  | Сан-Антонио | 73               | 56               | 26,3             | 56,3             | -                | 60,0             | 5,4              | 1,5              | 0,8              | 0,9              | 17,4             | 3              | 0              | 31,3           | 54,0           | 0,0            | 80,0           | 7,0            | 2,0            | 1,7            | 0,7            | 22,0           |
| 1988/89                                                                                  | Нью-Джерси  | 29               | 17               | 19,2             | 46,8             | -                | 68,3             | 4,0              | 0,7              | 0,3              | 0,4              | 8,9              | Не участвовал  | Не участвовал  | Не участвовал  | Не участвовал  | Не участвовал  | Не участвовал  | Не участвовал  | Не участвовал  | Не участвовал  | Не участвовал  | Не участвовал  |
| 1988/89                                                                                  | Хьюстон     | 40               | 14               | 20,0             | 54,1             | 50,0             | 71,3             | 3,8              | 1,4              | 0,5              | 0,9              | 8,8              | 4              | 0              | 14,3           | 50,0           | -              | 87,5           | 2,3            | 1,3            | 0,5            | 0,3            | 8,3            |
|                                                                                          | Всего       | 205              | 132              | 23,7             | 53,9             | 20,0             | 63,8             | 4,7              | 1,4              | 0,6              | 0,7              | 14,1             | 7              | 0              | 21,6           | 52,6           | 0,0            | 82,6           | 4,3            | 1,6            | 1,0            | 0,4            | 14,1           |
| Наведите курсор мыши на аббревиатуры в заголовке таблицы, чтобы прочесть их расшифровку. |             |                  |                  |                  |                  |                  |                  |                  |                  |                  |                  |                  |                |                |                |                |                |                |                |                |                |                |                |